# Arthrinium caricicola
Arthrinium caricicola är en svampart som beskrevs av Kunze & J.C. Schmidt 1817. Arthrinium caricicola ingår i släktet Arthrinium och familjen Apiosporaceae.   Inga underarter finns listade i Catalogue of Life.